# Leo Club
Die Leo-Clubs (englisch Leadership, Experience, Opportunity) sind die eigenständige Jugendorganisation der Lions Clubs. Es sind Service-Clubs, also Wohltätigkeitsclubs, die von jungen Erwachsenen im Alter von 16 bis 30 Jahren betrieben werden. Ihre Mitglieder bezeichnen sich selbst als Leos. Der internationale Sitz befindet sich heute in Oak Brook, Illinois.

## Geschichte
Die Geschichte der Leo-Clubs begann in der Albington High-School in Pennsylvania auf Initiative eines Lions Clubs und bestand anfangs nur aus der Baseball-Mannschaft der Schule. Der erste Club wurde am 5. Dezember 1957 gegründet.
1964 wurden die bisher bestehenden Leo-Clubs als offizielle Activity von Lions Clubs International anerkannt. Innerhalb des ersten Jahres wurden 200 Leo-Clubs in 18 Ländern organisiert. 2021 engagierten sich rund 156.000 Mitglieder in 7.474 Leo Clubs in 153 Ländern und Regionen.
In der Bundesrepublik Deutschland wurde der erste Leo Club am 12. Dezember 1970 mit dem Namen „Leo Club Lahn-Dill“ gegründet. Es wurden Männer und Frauen aufgenommen. 2022 existierten in Deutschland 222 Leo Clubs mit über 3.300 Mitgliedern. Der älteste österreichische Leo Club ist der Leo Club „Wien opera“; gegründet am 5. Dezember 1969 ist er der älteste im deutschsprachigen Raum. In der Schweiz ist Leo Lugano (gegründet 1987) der älteste Club.

## Allgemeines
Leos geben sich politisch und konfessionell ungebunden. Sie unterstützen u. a. Kinder, Alte und Kranke, Obdachlose, Behinderte oder z. B. auch durch Katastrophen geschädigte Menschen. Das Engagement ist rein ehrenamtlich.
Die örtlichen Leo Clubs engagieren sich vor allem auf lokaler und regionaler Ebene. Zudem gibt es auch überregional und international angelegte Aktionen und Treffen.
Der Begriff „LEO“ steht für die englischen Begriffe Leadership, Experience und Opportunity. Damit ist gemeint, dass der persönliche Einsatz als Mitglied die Möglichkeit bietet, Verantwortung zu übernehmen, Erfahrungen zu sammeln und Gelegenheiten für Engagement zu ergreifen. Dies geschieht vorzugsweise im Teamwork.
Da Leo Clubs per Satzung nicht als Verein eingetragen sein dürfen, haben viele Clubs Hilfswerke, die als gemeinnützige Vereine anerkannt sind. Überregionale Aktivitäten der deutschen Leos finden unter dem Dach des Hilfswerk der deutschen Leos e. V., Wiesbaden, statt.
In Österreich sind Leo Clubs eingetragene Vereine.

## Amtsträger

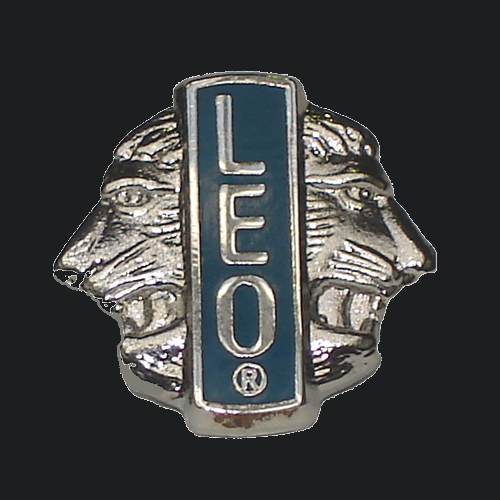
Leo Club – Pin

Jeder Club hat die folgenden Amtsträger, die nach einer weltweiten Festlegung des Leojahres jeweils vom 1. Juli bis zum 30. Juni des Folgejahres im Amt sind:
- Präsident
- Vize-Präsident (und evtl. 2. Vize-Präsident)
- letztjähriger Präsident (Past-Präsident)
- Sekretär
- Schatzmeister
- Clubmeister

Dem Vorstand können verschiedene Club-Beauftragte (z. B. für Activities, Mitgliederfragen, Public Relations, Webmaster, International Relations, Mitgliederwerbung, Umweltschutz) zur Seite stehen. Die Führungspositionen (Präsident, Governor, Internationaler Präsident) sind rein ehrenamtlich und werden meist nur für ein Jahr eingenommen.
Die einzelnen Leo Clubs werden regional in Leo Distrikten zusammengefasst. Die in Deutschland vorhandenen 18 Distrikte werden zum Multi-Distrikt auf Deutschland-Ebene zusammengefasst.

## Aktivitäten

### Club-Activities
Die Leos nennen ihre sozialen Aktionen „Activities“. Auf Clubebene werden verschiedenste Activities von den Mitgliedern und Gästen geplant und durchgeführt. Üblicherweise wird für jede Activity der Zweck neu festgelegt, wobei viele Clubs auch eine Activity häufiger für denselben Zweck durchführen (so genannte Daueractivity). Typische Beispiele für Activities sind:
- Lebensmittelsammlungen
- Trödelmärkte
- Regelmäßige Besuche in einem Altenheim
- Schulhofverschönerungsaktionen
- Benefiz-Adventskalender
- Brillensammelaktion für Entwicklungsländer
- Sportveranstaltungen (z. B. mit Behinderten)
- Kleidersammelaktion für Obdachlose
- Benefizkonzerte
- „Ein Wunsch frei“ (schwerkranken Kindern werden Wünsche erfüllt)

Sofern die bei diesen Activities teils gewonnenen Einnahmen und Sachspenden nicht unmittelbar weitergegeben werden können, wie z. B. die Lebensmittelspenden an die örtlichen Tafeln, werden die Einnahmen vollständig an sozial engagierte und wohltätige Organisationen weitergeleitet.

### Deutschlandweite Tätigkeiten
Zudem gibt es zwei Activities auf nationaler Ebene, die jeweils von fast allen örtlichen Leo Clubs koordiniert unterstützt werden: Leo-Service-Day und Leo-Staffel-Activity.
Seit 1995 gibt es den Leo-Service-Day, der jedes Jahr bundesweit am ersten Samstag im Mai stattfindet. Alle teilnehmenden Leo Clubs treten einheitlich auf und sammeln nur an diesem Tag für den bundesweit festgelegten Zweck. Das einheitliche Spendenziel wird vorher demokratisch von den Leo Mitgliedern auf der Jahreshauptversammlung (sog. Multi-Distrikt-Versammlung) selbst festgelegt. Jeder Club kann sich selbständig seine Spenden-Activity aussuchen, mit der er zum Erlös des gemeinsamen Spendenzieles beiträgt.

#### Leo-Service-Day
| Jahr | Zweck                                                 |
| ---- | ----------------------------------------------------- |
| 1995 | Aktion Knochenmarkspende e. V.                        |
| 1996 | Aktion Knochenmarkspende e. V.                        |
| 1997 | Björn-Steiger-Stiftung                                |
| 1998 | Kinderheim in Caransebes, Rumänien                    |
| 1999 | Kinderheim in Königsberg                              |
| 2000 | Deutsche Bahnhofsmission                              |
| 2001 | Off-Road Kids e. V.                                   |
| 2002 | Rudolf-Pichlmayr-Stiftung                             |
| 2003 | Bundesverband der deutschen Tafeln e. V.              |
| 2004 | Stiftungsinitiative für Neuronale Ceroid Lipofusziose |
| 2005 | Psychosoziale Betreuung für krebskranke Kinder        |
| 2006 | Medical Center in Munkacs, Ukraine                    |
| 2007 | Zentrum für tiergestützte Therapie und Pädagogik      |
| 2008 | Bärenherz e. V. – Stiftung für schwerstkranke Kinder  |

#### Leo-Lions-Service-Day
Im Jahre 2009 wurde aus dem Leo-Service-Day eine gemeinsame Activity unter dem Namen Lions-Leo-Service-Day. Damit wurde die erste deutschlandweite Activity geboren. Der Lions-Leo-Service-Day stand unter dem Motto „Jugend“, wobei jeder Club seinen Spendenzweck selbst bestimmen konnte. Leo-Deutschland unterstützte hierbei den Bundesverbands der Jugendkunstschulen und kulturpädagogischen Einrichtungen e. V. (bjke). Ebenso standen als Spendenzweck die Jugendprogramme von Lions Club International (LionsQuest, Klasse2000, Kindergarten Plus) zur Verfügung. Der Lions-Leo-Service-Day ist eine Synthese des Leo-Service-Days und des Lions-Aktionstages um die partnerschaftliche Zusammenarbeit von Leo und Lions zu fördern. Seit 2011 gehen alle an diesem Tag eingenommenen Spenden an eine vorher speziell gewählte Organisation, um die gemeinsame Verbundenheit der Activity nochmals zu erhöhen. 
| Jahr | Zweck                                                                            |
| ---- | -------------------------------------------------------------------------------- |
| 2009 | Bundesverband der Jugendkunstschulen und kulturpädagogischen Einrichtungen e. V. |
| 2010 | Off-Road Kids e. V.                                                              |
| 2011 | Sarah-Wiener-Stiftung                                                            |
| 2012 | Friedensdorf International                                                       |
| 2013 | Rock Your Life                                                                   |
| 2014 | Portable Aqua Unit for Lifesaving                                                |
| 2015 | [U25] - Online-Suizidprävention                                                  |
| 2016 | NCL-Stiftung                                                                     |
| 2017 | Humor hilft Heilen                                                               |
| 2018 | Balu und Du e. V.                                                                |
| 2019 | Naturgarten e. V.                                                                |
| 2020 | Herzenssache - Nähen für Sternchen und Frühchen                                  |
| 2021 | Nestwärme e. V.                                                                  |
| 2022 | Aktion Kindertraum                                                               |
| 2023 | Smile for Children e. V.                                                         |

#### Leo-Staffel-Activity
Bei der Leo-Staffel-Activity, die 2004 ins Leben gerufen wurde, sammeln die Leo Clubs über das Kalenderjahr verteilt für einen gemeinsamen Zweck.
| Jahr      | Zweck                                     |
| --------- | ----------------------------------------- |
| 2004      | Klinikclowns                              |
| 2005      | Kinderrheumastiftung                      |
| 2006      | Deutscher Kinderhospizverein e. V.        |
| 2007      | Off-Road Kids e. V.                       |
| 2008/2009 | Leo-Berufsausbildungszentrum in Sri-Lanka |

### Österreichweite Tätigkeiten
Seit einigen Jahren gibt es in Österreich den „Leo.Lions.Aktionstag“, der jedes Jahr österreichweit am ersten Samstag im Mai stattfindet. Exklusiv in allen MERKUR Märkten in ganz Österreich bitten die österreichischen LEO und LIONS Clubs Kunden, zumindest ein Produkt mehr zu kaufen und zu spenden – entweder lang haltbare Grundnahrungsmittel oder Hygieneartikel. Diese Produkte werden von den LEO und LIONS Clubs an Bedürftige in der jeweiligen Region weitergeleitet. Die Aktion wurde vor einigen Jahren von den LEO Clubs initiiert und findet großen Anklang. Im Jahr 2009 sammelten die österreichischen LEO Clubs erstmals gemeinsam mit den LIONS-Clubs flächendeckend in ganz Österreich und konnten auf Grund des großartigen Erfolgs vielen Bedürftigen helfen. Durch diese Aktion werden etwa 150.000 Produkte gesammelt und es können damit etwa 6.000 bedürftige Familien für eine Woche lang versorgt werden.

### Schweizweite Tätigkeiten
Die Schweizer Leo Clubs führen jährlich verschiedene Anlässe durch. Seit 2010 wird eine gemeinsame Social Activity, die LEO National Activity (LENA) durchgeführt. Bei dieser begleiteten Leo 2010 und 2011 blinde und sehbehinderte Menschen an ein Open-Air-Konzert. 2012 und 2013 begleiteten Leo Kinder eines Kinderheims in den Europapark. Weitere nationale Meetings ist die jährliche National Convention, bei der alle Clubs gemeinsam die Amtsträger im Kabinett bestimmen und wichtige Entscheidungen fällen. Um auf das neue Jahr anstoßen zu können, treffen sich jeweils 30 bis 40 Schweizer Leo zum traditionellen Neujahrsessen am zweiten Januar-Samstag in Bern. Das LEO-Ski-Weekend findet jedes Jahr im Februar in Klosters statt.
Vom 5. bis 7. Oktober 2012 fand mit dem SwissLi-Weekend in der Schweiz ein internationales Leo-Treffen statt, bei dem rund 110 Leo aus 14 Ländern teilnahmen. Wie es für einen Leo Event üblich ist, beinhaltete das Programm sowohl Sightseeing, Partys und eine Social Activity.

## Mitglieder
Für die Mitgliedschaft in Leo Clubs gibt es keine besonderen Voraussetzungen. Leo-Clubs stehen somit grundsätzlich jedem offen, der in die Altersgruppe gehört und sich ehrenamtlich engagieren möchte.
Die Mitgliederstruktur ist generell sehr gemischt, wobei jeder einzelne Club häufig gewisse Schwerpunkte aufweist. In manchen Clubs liegt dieser Schwerpunkt bei Schülern, Studenten (vor allem in Universitätsstädten) oder jungen Berufstätigen beziehungsweise Auszubildenden; andere Clubs sind eher heterogen.

## Struktur
Die Organisation Leo ist analog zu den Lions-Clubs in Distrikte unterteilt. Weltweit existieren zum 1. Juli 2007 102 Distrikte und 18 Multi-Distrikte, 5.620 Leo Clubs in 137 Ländern und 140.500 Mitgliedern.

### Deutschland
Derzeit gibt es in Deutschland mehr als 200 Leo-Clubs mit rund 3000 Mitgliedern.
Die Leo Clubs gehören zum Multi-Distrikt 111 (MD 111), der sich in 17 Distrikte aufteilt. Jeder Distrikt wird durch einen eigenen Vorstand repräsentiert. Der MD 111 trifft sich einmal pro Jahr im Mai auf der so genannten Multi-Distrikt-Versammlung (MDV). Ein weiteres jährliches Treffen ist das Multi-Distrikt-Seminar; es findet regelmäßig im Oktober oder November statt.

### Österreich
Österreich bildet den Multi-Distrikt (MD 114) und besteht aus 3 Distrikten:
- Ost (Wien, NÖ, Burgenland)
- Mitte (OÖ, Steiermark)
- West (Salzburg, Kärnten, Tirol, Vorarlberg)

Im Clubjahr 2013/14 gab es 30 Clubs mit rund 400 Mitgliedern, unter anderen in Wien, Graz, Linz, Salzburg, Hall in Tirol, Innsbruck, Gmunden, Steyr, Wels, Baden bei Wien, Stockerau, St. Pölten, Fürstenfeld, St. Veit an der Glan, Klagenfurt, Eisenstadt, Gänserndorf, Linz und Mureck.
Die einzelnen Leo-Clubs, das Gesamtdistrikt-Vorstands-Team und die Lions-Clubs stehen in engem Zusammenhang zueinander.
Jährlich wählen die Leo-Clubs ihren Gesamtdistrikt-Vorstand, der dann auf österreichischer Ebene agiert und unter anderem die Interessen gegenüber den Lions-Clubs Österreich vertritt und eine gemeinsame Kommunikationsbasis schafft.
Der Präsident des Leo-Gesamtdistrikts hat einen festen Platz im Governorrat, Österreichs höchstem Lions-Gremium. Die drei Leo-Distriktvertreter tauschen sich im jeweiligen Kabinett der Distrikte Ost, Mitte bzw. West mit den Lions-Freunden aus.
Auf Clubebene besteht die Schnittstelle zwischen Lions- und Leo-Club beim jeweiligen Leo- (beim Lions Club-) bzw. Lions- (beim Leo-Club-)Beauftragten.
Zwischen Gesamtdistrikt-Vorstand und den einzelnen Leo-Clubs wird vor allem über die drei Distriktvertreter kommuniziert, die auch weitestgehend alle Leo-Clubs bei ihren Clubabenden besuchen und Informationen austauschen.

### Schweiz
Die Schweiz bildet den MD 102.
In der Schweiz existieren 11 Clubs (Alvier, Baden, Basel, Bern, Lausanne, Lugano, Neuchâtel, Rapperswil, Winterthur, Zentralschweiz und Zürich), die den Distrikt 102L bilden. Weitere Clubs sind momentan in der Gründungsphase. Schweizweit gibt es rund 190 aktive Leo-Clubs. Die Schweizer Leo treffen sich jährlich an der National Convention, am Neujahrsessen, dem Ski-Weekend sowie an der Leo National Activity (LENA). LENA wurde erstmals 2010 durchgeführt und ist seither fixer Bestandteil des Jahresprogramms.
In anderen europäischen Ländern sind Leos ebenfalls stark vertreten, insbesondere in Italien und Finnland.

## Fachbeiträge
- Service Clubs: Qualität zählt mehr als Vitamin B. Simon Hage im Gespräch mit Dr. Sebastian Gradinger In: manager-magazin.de, 16. November 2006. (online)
- Mit wenig Aufwand viel erreichen. Interview auf BusinessNews.com (online)